# Odette Bereska
Odette Bereska (* 2. November 1960) ist eine deutsche Dramaturgin, Regisseurin und Theaterautorin.

## Leben und berufliche Entwicklung
Odette Bereskas Vater war der Übersetzer polnischer Literatur und Autor Henryk Bereska, ihre Mutter ist Gilda Bereska. In ihrer Jugend wirkte sie, ähnlich wie ihr Halbbruder, der Schauspieler und Regisseur Jan Bereska, als Schauspielerin in Film- und Fernsehproduktionen der DEFA und des DFF mit. 1974 bis 1976 spielte sie am Berliner Ensemble unter der Regie von B.K. Tragelehn und Einar Schleef in der Inszenierung Frühlings Erwachen von Frank Wedekind die weibliche Hauptrolle. Nach dem Studium der Theaterwissenschaften an der Humboldt-Universität arbeitete sie von 1985 bis 1991 als Dramaturgin im Kinderfernsehen und für die Flimmerstunde. Von 1991 bis 2005 war sie Chefdramaturgin am carrousel Theater an der Parkaue, heute Theater an der Parkaue, einem der größten deutschen Kinder- und Jugendtheater. Weitere Dramaturgentätigkeiten führten sie u. a. ans Junge Staatstheater Wiesbaden und nach Österreich (Dramaturgiestelle Wien 2009/10). 
Gemeinsam mit Dirk Neldner  und Sven Laude ist sie Mitinitiatorin und Dramaturgin mehrjähriger EU-finanzierter Theaterprojekte (Magic Net 2001–2008, Platform11plus 2009–2013, BOOMERANG - Documents of poverty and hope und Plattform shift +).
Seit 2006 ist sie als freischaffende Regisseurin, Dramaturgin und Autorin tätig. Sie inszenierte mehrheitlich für junges Publikum u. a. am Mittelsächsisches Theater, am Schleswig-Holsteinischen Landestheater, an den Landesbühnen Sachsen, am Theater Regensburg und am Theater Baden-Baden. Sie arbeitete mehrfach in Norwegen, wo die Produktion 'Winterschlaf' von Helen Verburg am Teatret Vårt mit dem höchsten Norwegischen Theaterpreis (Hedda-Preis) als Beste Norwegische Kinder- und Jugendproduktion ausgezeichnet wurde. Am Theater Baden-Baden inszenierte sie 2015 TERROR von Ferdinand von Schirach und 2016 DSE SWITZERLAND von Joanna Murray-Smith.
Bereska lebt in Berlin.

## Theaterstücke
- Scheuklappen – Grenzfluss Oder (Mitarbeit Eberhard Köhler); polnisch-deutsche Textvorlage
- Geburtstag mit Rüpel, gemeinsam mit Susanne Olbrich (Uraufführung 2004)
- Dornröschen (Uraufführung 2007)
- Gestatten: Gottfried Silbermann  (2010)

Bearbeitungen
- Der geteilte Himmel nach Christa Wolf (2000)
- Der Fluch des Ringes – Musiktheater nach Richard Wagner und den Nordischen Mythen der Edda (mit Matthias Faltz) (2005)
- Der Alchimist nach Paulo Coelho (mit Theo Fransz) (2006)
- Neue Leben von Ingo Schulze (mit Kay Voges) (2006)
- Bagdad Burning (2007)
- Der abenteuerliche Simplicius Simplicissimus nach Grimmelshausen (2006)
- Erzähl mir von Kuba von Jesus Diaz (2008)

## Filmografie
- 1977: Der Staatsanwalt hat das Wort: Die Zechtour
- 1980: Und nächstes Jahr am Balaton, Regie Herrmann Zschoche
- 1982: Insel der Schwäne
- 1982: Berlin, hier bin ich (Film) Regie Gerald Hujer
- 1983: Das Mädchen vom Eisberg, Regie Karola Hattop
- 1983: Nachhilfe für Vati
- 1987: Die Alleinseglerin
- 2006: … es wird jemand kommen, der ja zu mir sagt; Kurzfilm (1981/2006, Teilnahme am Berlinale-Kurzfilmprogramm)[1]